# Kanton Étain
Étain is een kanton van het Franse departement Meuse. Het kanton maakt deel uit van het arrondissement Verdun.

## Geschiedenis
Tot 2014 omvatte het kanton 26 gemeenten. 
Bij toepassing van het decreet van 17 februari 2014, met uitwerking op 22 maart 2015, werd het aangrenzende kanton Fresnes-en-Woëvre opgeheven en alle 32 gemeenten toegevoegd aan het kanton Étain. Maar de gemeenten Foameix-Ornel, Lanhères, Morgemoulin en Rouvres-en-Woëvre werden overgeheveld naar het nieuwe kanton Bouligny en de gemeenten Abaucourt-Hautecourt, Blanzée, Châtillon-sous-les-Côtes, Damloup, Dieppe-sous-Douaumont, Eix, Gincrey, Grimaucourt-en-Woëvre, Maucourt-sur-Orne, Mogeville, Moranville en Moulainville naar het eveneens nieuwe kanton Belleville-sur-Meuse. Hierdoor kwam het uiteindelijke aantal gemeenten op 42.

## Gemeenten
Het kanton Étain omvat sinds 2015 de volgende gemeenten:
- Avillers-Sainte-Croix
- Boinville-en-Woëvre
- Bonzée
- Braquis
- Buzy-Darmont
- Combres-sous-les-Côtes
- Dommartin-la-Montagne
- Doncourt-aux-Templiers
- Les Éparges
- Étain (hoofdplaats)
- Fresnes-en-Woëvre
- Fromezey
- Gussainville
- Hannonville-sous-les-Côtes
- Harville
- Haudiomont
- Hennemont
- Herbeuville
- Herméville-en-Woëvre
- Labeuville
- Latour-en-Woëvre
- Maizeray
- Manheulles
- Marchéville-en-Woëvre
- Mouilly
- Moulotte
- Pareid
- Parfondrupt
- Pintheville
- Riaville
- Ronvaux
- Saint-Hilaire-en-Woëvre
- Saint-Jean-lès-Buzy
- Saint-Remy-la-Calonne
- Saulx-lès-Champlon
- Thillot
- Trésauvaux
- Ville-en-Woëvre
- Villers-sous-Pareid
- Warcq
- Watronville
- Woël